# Editto pretorio
L'editto pretorio  era, nell'antica Roma, una particolare forma di editto programmatico quale orientativo dell'attività del pretore.

## Storia
Il pretore infatti poteva sia applicare il diritto vigente che introduce nuovi strumenti di protezione processuali, talvolta anche in antitesi al diritto civile. Si finisce così con l'avere un diritto desunto dal processo. Però questo non deve fraintendersi.
Il diritto vigente era pur sempre lo ius civile, nel quale però i vari pretori intervenivano adiuvandi, supplendi vel corrigendi iuris civilis gratia ovvero "con grazia di soccorrere, supplire o correggere il diritto civile", o meglio alcune sue lacune o imprecisioni. La finalità del pretore era infatti quella di mantenere l'aequitas ("equità"), ovvero di garantire pari condizioni ai cittadini in sede processuale. I pretori avevano la facoltà dello ius dicere inter cives Romanos ("giudicare tra cittadini romani"): a loro spettava infatti decidere sulle controversie private all'interno della città di Roma (Praetor urbanus) e non (Praetor peregrinus); il processo privato si svolgeva dapprima davanti al pretore, che già decideva la norma da applicare, e poi davanti ad uno iudex unus, cioè davanti ad un privato con funzioni di giudice monocratico che applicava la norma.
Quando durante la media Repubblica i pretori introdussero nei processi la procedura formulare, nella quale, per definire la questione riguardante un caso di fronte allo iudex, si ricorreva ad un insieme di rigide formule prescrittive, l'editto pretorio divenne in pratica una raccolta di formule da utilizzare nei procedimenti. Secondo il giurista romano Papiniano (Dig. 1.1.7.1), l'editto serviva a completare, spiegare e migliorare lo ius civile, diventando un veicolo importante per l'evoluzione del diritto civile romano. A partire dal 67 a.C., poi, una lex Cornelia imponeva al pretore di rispettare il proprio editto nell'esercizio delle sue funzioni.

## Tipologie
Nel tempo, dunque, si venne consolidando una serie di norme ripetute da ogni pretore che prese nome di edictum tralaticium, cioè di "editto trasmesso" quasi in via ereditaria da un pretore al proprio successore, che l'avrebbe quindi integrato e rinnovato, fino a che nel 133 l'imperatore Adriano non lo cristallizzò nella forma dell'editto tralatizio.
L'Editto pretorio emanato dal pretore poteva essere di due tipi:
- Editto perpetuo: editto emanato pubblicamente che valeva per l'intera carica del pretore, successivamente uniformato per opera di Adriano nello standard dell'editto tralatizio.
- Editto repentino: editto che veniva emanato per sopperire a occasioni particolari.